# Сарни (плавучий кран)
«Сарни» — плавучий кран проєкту Д-9030, який входив до складу Військово-Морських Сил України. Має бортовий номер U804. Був названий на честь міста Сарни.

## Особливості проєкту
Плавучий кран виконує завдання транспортування, установки та зняття, а також ревізії рейдового обладнання; навантаження і розвантаження вантажів загального призначення; підйому для докування і спуску на воду катерів і яхт вагою до 25 тонн; установки, перестановки, зняття плавучих причалів; демонтажу, транспортування, доставляння до ремонту і назад великогабаритного та великовагової зброї та обладнання; демонтажу та монтажу високорозташованих антенних пристроїв.

## Історія
Плавучий кран «ПК-112025» був побудований в Угорщині, Будапешт, «МХД Обудай Гіарегісег», став до ладу у 1983 році (заводський № 53). Увійшов до складу Чорноморського флоту ВМФ СРСР. У 1997 році при розділі флоту відійшов Україні, отримавши нову назву «Сарни» (бортовий номер U804). Був виключений зі складу ВМС України 30 листопада 2004 року і проданий приватній фірмі ТОВ «Дніпровська лагуна».